# Магам можна все
«Магам можна все» (оригінальна назва — рос. Магам можно всё) — роман українських письменників Марини та Сергія Дяченків; що вийшов  у видавництві «Эксмо» 2001 року.

## Опис книги

### Україна
Уявіть, шановний читачу, що людина, ось, наприклад, ви — це такий собі будиночок із безліччю кімнат, у яких живуть їх мешканці. І ось комусь — сторонньому, в усякому разі, не вам, спадає на думку — а що буде, якщо відселити деяких мешканців, навіть не питаючи власника будинку? Що буде, якщо препарувати душу людини?.. Таємничий Препаратор почав свою справу. Разом з ним почав діяти і Хорт зі Табор — вроджений маг. Магам, як відомо, можна все, особливо коли у мага є Кореневе Заклинання Кари, проти якого безсилий будь-хто. Але... Але справа навіть не в тому, що його супротивник теж маг, він дуже могутній і вже мільйон років удосконалює свою магічну майстерність. Справа в тому, що... Спочатку був «Варан», потім «Мідний король», а зараз — «Магам можна все». Видавництво «Фоліо» презентує: третя книжка українською найпопулярніших майстрів фентезі Марини та Сергія Дяченків — це те, що варто читати.

### Польща
Маги бувають спадковими або призначеними. Існують різні рівні утаємничення, різні спеціальності й уміння. Закляття можна підсилювати артефактами, або ж предметами творців, але вони є дуже рідкісними. Хорт зі Табор є провінційним спадковим магом, що у циклічному голосуванні виграє потужне Кореневе Заклинання Кари. Завдяки йому він може один раз покарати — безкарно для себе — одну особу, і чим гіршого шахрая, тим більше слави отримає. Від моменту голосування на зі Таборна спадають одні клопоти...

### Росія
Спадковий маг Хорт зі Табор добре знає, що магам можна все. Вони мають право карати і милувати, зраджувати і обдурювати, грати людьми, наче дерев'яними ляльками. Магам можна навіть кохати. Тільки хай вони потім не жаліються...

## Рецензії
- Сергій Берєжной. Свобода вирішувати замість інших [Архівовано 5 березня 2016 у Wayback Machine.]

## Нагороди[4]
- 2000 — фестиваль «Звёздный Мост», премія Найкращий роман (1-ше місце, «Золотой Кадуцей»)

## Видання[4]
- 2001 рік — видавництво «Эксмо». (рос.)
- 2004 рік — видавництво «Solaris». (назва — пол. Magom wszystko wolno) (пол.)
- 2004 рік — видавництво «Эксмо». (рос.)
- 2006 рік — видавництво «Эксмо». (рос.)
- 2008 рік — видавництво «Эксмо». (рос.)
- 2009 рік — видавництво «Фоліо». (укр.)
- 2009 рік — видавництво «Эксмо». (рос.)
- 2010 рік — видавництво «Эксмо». (рос.)
- 2012 рік — видавництво «Фоліо». (укр.)

## Український переклад
Українською мовою був перекладений і вийшов 2009 року у видавництві «Фоліо».